# Pye Wacket
Pye Wacket là mật danh của một tên lửa không đối không dạng thấu kính thử nghiệm được chi nhánh Convair của tập đoàn General Dynamics phát triển vào năm 1957. Dự định là một tên lửa phòng thủ cho máy bay ném bom B-70 Valkyrie Mach 3, chương trình đã cho thấy thử nghiệm đường ống gió khí động học rộng rãi và có vẻ đầy hứa hẹn; tuy nhiên việc hủy bỏ B-70 đã loại bỏ yêu cầu đối với tên lửa, và dự án này cũng bị hủy bỏ luôn.